# Selsea
Selsea (łac. Dioecesis Saelesiensis, ang. Diocese of Selsey) – stolica historycznej diecezji w Anglii, erygowanej w roku 681, a zlikwidowanej w roku 1075. Współcześnie miejscowość Selsey w hrabstwie West Sussex. Obecnie katolickie biskupstwo tytularne.

## Biskupi tytularni
| Lp. | Biskup                  | Funkcja                                 | Od                   | Do                  |
| --- | ----------------------- | --------------------------------------- | -------------------- | ------------------- |
| 1   | Edward Hunkeler         | emerytowany biskup Kansas City (USA)    | 4 września 1969      | 1 października 1970 |
| 2   | Walter Francis Sullivan | biskup pomocniczy Richmond (USA)        | 15 października 1970 | 4 czerwca 1974      |
| 3   | Nicolas Huỳnh Văn Nghi  | biskup pomocniczy Ho Chi Minh (Wietnam) | 1 lipca 1974         | 6 grudnia 1979      |
| 4   | Gabriel Villaruz Reyes  | biskup pomocniczy Manili (Filipiny)     | 20 stycznia 1981     | 21 listopada 1992   |
| 5   | André Dupuy             | nuncjusz apostolski                     | 6 kwietnia 1993      |                     |